# 2370 van Altena
2370 van Altena eller 1965 LA är en asteroid i huvudbältet som upptäcktes den 10 juni 1965 av den amerikanske astronomen Arnold R. Klemola vid Leoncito Astronomical Complex. Den har fått sitt namn efter Willem van Altena.
Asteroiden har en diameter på ungefär 14 kilometer.